# José Joaquim da Cunha
José Joaquim da Cunha (? — ?) foi um político brasileiro.
Foi presidente das províncias do Rio Grande do Norte, de 6 de maio de 1850 a 10 de julho de 1852, e do Pará, de 20 de agosto de 1852 a 14 de outubro de 1853.